# Séamus Pattison
Séamus Patrick Pattison (* 19. April 1936 in Kilkenny, County Kilkenny; † 4. Februar 2018) war ein irischer Politiker der Irish Labour Party und ehemaliger Vorsitzender (Ceann Comhairle) des Unterhauses (Dáil Éireann).

## Biografie
Pattison wurde 1936 als Sohn des Politikers James Pattison und dessen Frau Ellen (geborene Fogarty) geboren. Ursprünglich Funktionär der Gewerkschaft (Trade Union), begann er seine politische Laufbahn bereits 1961, als er als Kandidat der Irish Labour Party erstmals zum Abgeordneten des Unterhauses (Dáil Éireann) gewählt wurde. Dort vertrat er 46 Jahre lang bis 2007 die Interessen des Wahlkreises Carlow-Kilkenny. Von 1964 bis 1997 gehörte er dem Stadtrat von Kilkenny (Kilkenny Corporation) an. In dieser Zeit bekleidete Pattison dreimal das Amt des Bürgermeisters der Stadt, nämlich 1967 bis 1968, 1976 bis 1977 und 1992 bis 1993.
Im Jahr 1981 rückte er für Liam Kavanagh in das Europäische Parlament nach. 1983 verließ er das Europäische Parlament wieder, um Staatsminister zu werden. Damit war Pattison in der von Taoiseach Garret FitzGerald geführten Koalitionsregierung von Fine Gael und Labour Party vom 15. Dezember 1983 bis zu seinem Rücktritt am 20. Januar 1987 Staatsminister beim Minister für soziale Wohlfahrt. Später war er von Mai 1993 bis Januar 1995 sowie erneut von März 1995 bis Juni 1997 Vorsitzender des Ausschusses für soziale Angelegenheiten.
Nach den Unterhauswahlen von 1997 wurde er am 26. Juni 1997 als Nachfolger seines Parteifreundes Seán Treacy Vorsitzender (Ceann Comhairle) des Unterhauses. Dieses Amt übte er bis zum 18. Juni 2002 aus und tauschte dann aufgrund der vorangegangenen Unterhauswahlen das Amt des Parlamentspräsidenten mit seinem bisherigen Stellvertreter Rory O’Hanlon von der Fianna Fáil. Das Amt des stellvertretenden Vorsitzenden des Unterhauses (Leas-Cheann Comhairle) übte er danach bis zum 29. April 2007 aus.
Pattison verzichtete auf eine erneute Kandidatur bei der Unterhauswahl im Mai 2007 und schied aus dem Dáil aus.